# Coeperio
Coeperio är en ort i Mexiko.   Den ligger i kommunen Huaniqueo och delstaten Michoacán de Ocampo, i den centrala delen av landet, 250 km väster om huvudstaden Mexico City. Coeperio ligger 2 067 meter över havet och antalet invånare är 228.
Terrängen runt Coeperio är kuperad. Runt Coeperio är det ganska tätbefolkat, med 139 invånare per kvadratkilometer. Närmaste större samhälle är Coeneo de la Libertad, 13,8 km väster om Coeperio. I omgivningarna runt Coeperio växer huvudsakligen savannskog.